# Playa La Sirena
La Playa La Sirena es una playa situada a dos kilómetros de la localidad de Aguas Dulces, en el departamento de Rocha, Uruguay, autorizada por las autoridades departamentales para la práctica del naturismo.

## Descripción
Se encuentra a dos kilómetros y medio al norte de la playa de la localidad de Aguas Dulces. Se puede acceder desde Aguas Dulces desde el final de la calle Cachimba y Faroles, caminando por la playa o a través de las dunas hacia al norte hasta llegar a la señalización.
Es una playa espaciosa de arena fina en la costa oceánica. Está rodeada de médanos cubiertos de vegetación psamófila, con pequeños bañados, lagunas y montes de pinos y acacias.

## Características
Es una playa naturista, autorizada especialmente por las autoridades departamentales para la práctica del naturismo y del nudismo, aunque es de desnudez opcional, no siendo obligatorio asistir sin vestimenta. Es la segunda playa naturista de Uruguay, después de la Playa Chihuahua en el departamento de Maldonado, que se inauguró como playa nudista en el año 2012.
Como en toda playa, se pide respetar las normas de higiene y cuidado de la playa, pero también hay normas específicas de este tipo de playa, como el respetar el espacio personal de otros naturistas, no mirar a las demás personas de forma fija o provocativa, y no fotografiar o filmar a nadie sin su consentimiento.
La playa no cuenta con servicio de guardavidas ni infraestructuras turísticas desarrolladas, por lo tanto, para buscar opciones de alojamiento o alimentación es necesario ir hasta el balneario Aguas Dulces. Por consultas turísticas, estas se pueden hacer en la oficina de información turística de la Intendencia de Rocha ubicada en el cruce de la Ruta 16 y la calle Cachimba y Flores en Aguas Dulces.